# Eurovision Song Contest's Greatest Hits
- Pays diffuseurs
- Pays avec diffusion incertaine
- Pays ayant décliné la diffusion

Congratulations : 50 ans du Concours Eurovision de la chanson Eurovision: Europe Shine a Light
Eurovision Song Contest's Greatest Hits, ou Les plus grands Tubes de l'Eurovision en Belgique, est l'événement anniversaire pour les soixante ans du Concours Eurovision de la chanson. Organisé par l'UER et la BBC, il a été enregistré le 31 mars 2015 à l'Eventim Apollo à Londres et a été ou sera diffusé en différé dans environ vingt pays européens et, en bonus, en Australie. Il a réuni des chansons des différents Concours Eurovision de la chanson (anciennes ou récentes) et a été ponctué d'apparitions d'invités surprise.
Les présentateurs sont Graham Norton (commentateur du Concours Eurovision de la chanson pour la BBC) et Petra Mede (présentatrice du Concours Eurovision de la chanson 2013).

## Lieu

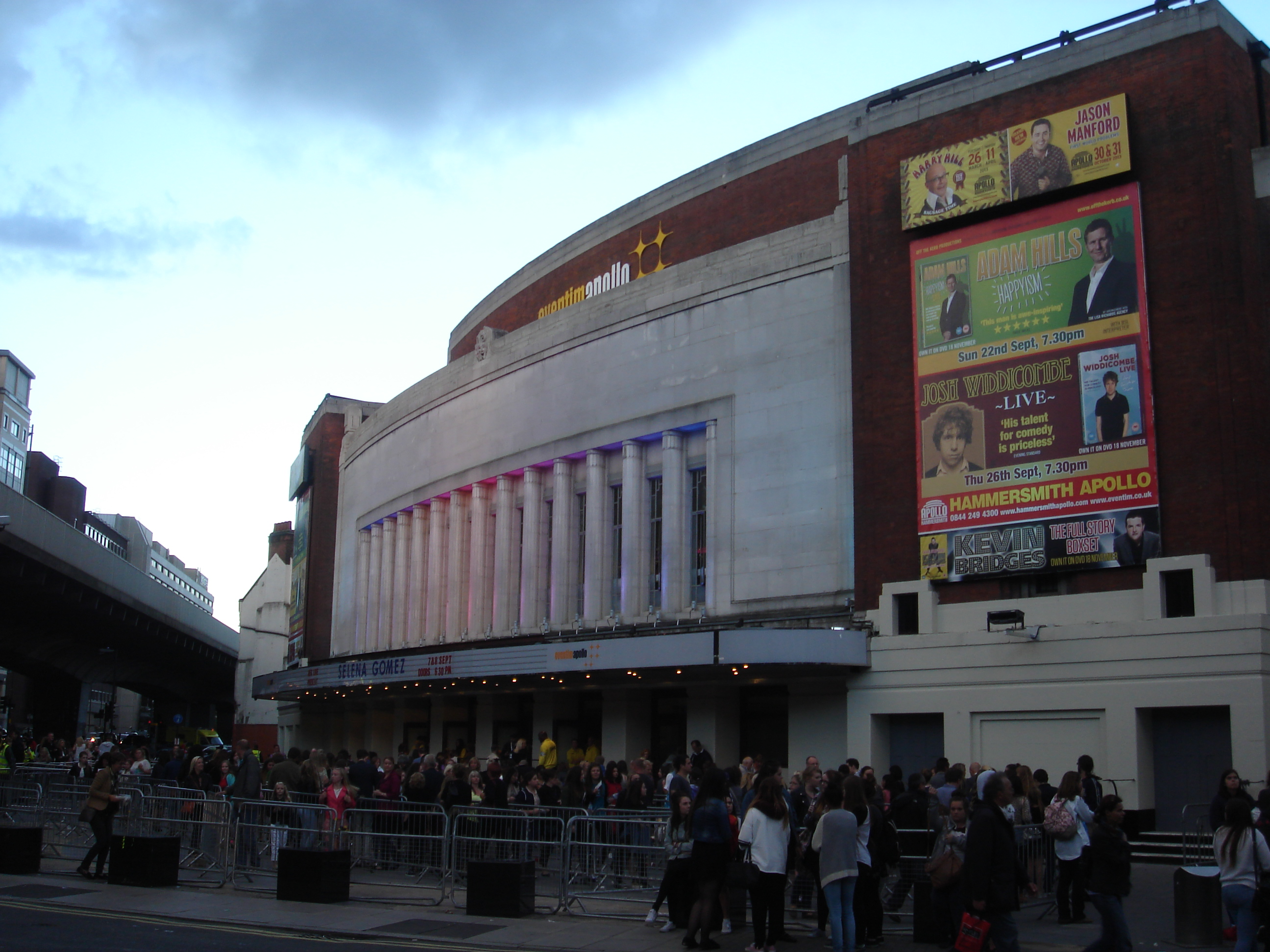
L'Eventim Apollo à Londres.

L'émission s'est tenue à l'Eventim Apollo dans le quartier d'Hammersmith à Londres. Ce choix a été révélé le 3 février 2015. Le dernier évènement concernant l'Eurovision s'étant déroulé à Londres fut le Concours Eurovision de la danse 2007.

## Format

### Organisation
Le 22 octobre 2014, l'UER a annoncé s'être accordée avec la BBC afin de produire une émission pour célébrer les soixante ans du Concours Eurovision de la chanson, de façon similaire à l'émission Congratulations : 50 ans du Concours Eurovision de la chanson qui s'était déroulée en 2005,. L'UER a ensuite fait la déclaration suivante au sujet du 60e anniversaire : (en) « There are various exciting proposals from Member Broadcasters on the table to celebrate the 60th anniversary beyond the contest in May, which are currently in the final stages of being evaluated. A decision is expected shortly, so stay tuned! », soit « Il y a de nombreuses propositions existantes de la part des diffuseurs membres sur la table pour célébrer le 60e anniversaire, au-delà du concours en mai, qui sont actuellement aux étapes finales et qui sont en train d'êtres évaluées. Une décision est attendue sous peu, alors restez à l'écoute ! ». Le producteur exécutif au Concours Eurovision de la chanson 2015, Edgar Böhm, dit dans une interview que la BBC a été choisie pour faire tenir une émission anniversaire spéciale. Guy Freeman fut nommé producteur exécutif pour l'évènement, assisté par Simon Proctor et Helen Riddell comme premiers réalisateurs, tandis que le réalisateur principal fut Geoff Posner.

### Présentateurs

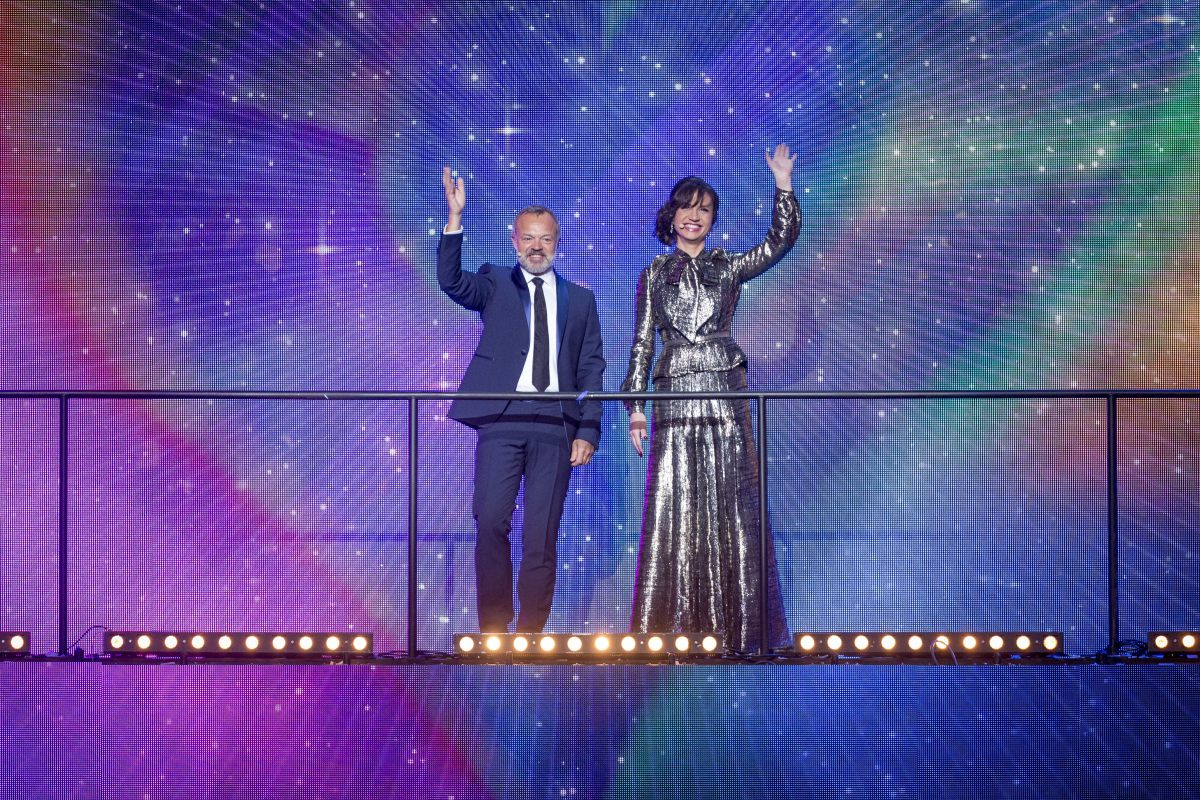
Graham Norton et Petra Mede, présentateurs de lEurovision Song Contest's Greatest Hits.

Le 3 février 2015, Graham Norton et Petra Mede furent annoncés co-présentateurs de l'évènement. Norton a co-présenté le Concours Eurovision de la danse en 2007 et 2008 avec Claudia Winkleman, et il est également le commentateur actuel du Concours pour le Royaume-Uni. Mede a été la présentatrice du Melodifestivalen 2009 et du Concours Eurovision de la chanson 2013.

### Tickets
Les tickets de l'évènement ont été mis en vente à partir de 10 h 15 GMT le 6 février 2015 sur le site Eurovision de la BBC et sur le site officiel du Concours.

### L'émission
L'émission a été enregistrée le 31 mars 2015 à l'Eventim Apollo de Londres, permettant aux diffuseurs participants d'être libre de diffuser le programme à la date et sur la chaîne qui leur convient. Quinze artistes, représentant treize pays, comprenant certaines des plus grandes chansons, ont pris part au soixantième anniversaire. La toute première vainqueur du Concours (en 1956), Lys Assia, est apparue en tant qu'invitée d'honneur. Pendant la diffusion, des florilèges de chaque année du Concours, finissant par l'année dans laquelle l'artiste avait chanté, ont été montrés avant chaque chanson. Un montage récapitulatif des chansons des soixante dernières années a également été diffusé entre chaque prestation, dont :
1. Teach-In – Ding-a-dong : Pays-Bas, 1975
2. Olivia Newton-John – Long Live Love : Royaume-Uni, 1974
3. Céline Dion – Ne partez pas sans moi : Suisse, 1988
4. Jedward – Lipstick : Irlande, 2011
5. ABBA – Waterloo : Suède, 1974
6. Serebro – Song #1 : Russie, 2007
7. Izhar Cohen et les Alphabeta – A-Ba-Ni-Bi : Israël, 1978
8. Kathy Kirby – I Belong : Royaume-Uni, 1965
9. Bucks Fizz – Making Your Mind Up : Royaume-Uni, 1981
10. Sonia Evans – Better the Devil You Know : Royaume-Uni, 1993
11. Imaani – Where Are You? : Royaume-Uni, 1998
12. Lynsey de Paul et Mike Moran – Rock Bottom : Royaume-Uni, 1977
13. Michael Ball – One Step Out of Time : Royaume-Uni, 1992
14. Cliff Richard – Congratulations : Royaume-Uni, 1968
15. Sandie Shaw – Puppet on a String : Royaume-Uni, 1967
16. Dana – All Kinds of Everything : Irlande, 1970

Pendant le concert, le duo représentant le Royaume-Uni en 2015, Electro Velvet, a réalisé une version sur scène de leur titre pour le Concours de la même année, Still in Love with You.

### Entracte
Le 22 mars 2015 a vu arriver la confirmation de l'entracte de l'émission qui a été confié à Riverdance. La mise en scène fut principalement composée de musiques et de danses irlandaises accompagnée par les champions de danses irlandaises Jean Butler et Michael Flatley sur une musique composée par Bill Whelan de Limerick. Cet entracte fut à l'origine réalisé pendant le Concours Eurovision de la chanson 1994.

## Pays participants
Dix-sept chansons sont confirmées comme participantes.
| Année | Pays        | Langue            | Artiste                           | Chanson                       | Traduction                    |
| ----- | ----------- | ----------------- | --------------------------------- | ----------------------------- | ----------------------------- |
| 1968  | Espagne     | Espagnol          | Massiel (chanté par Rosa López)   | La, la, la                    | -                             |
| 1969  | Espagne     | Espagnol          | Salomé (chanté par Rosa López)    | Vivo cantando                 | Je vis en chantant            |
| 1973  | Luxembourg  | Français          | Anne-Marie David                  | Tu te reconnaîtras            | -                             |
| 1973  | Espagne     | Espagnol          | Mocedades (chanté par Rosa López) | Eres tú                       | C'est toi                     |
| 1976  | Royaume-Uni | Anglais           | Brotherhood of Man                | Save Your Kisses for Me       | Garde tes baisers pour moi    |
| 1980  | Irlande     | Anglais           | Johnny Logan                      | What's Another Year?          | Qu'est-ce qu'une autre année? |
| 1982  | Allemagne   | Allemand          | Nicole Hohloch                    | Ein bißchen Frieden           | Un peu de paix                |
| 1984  | Suède       | Suédois           | Herreys                           | Diggi-Loo Diggi-Ley           | -                             |
| 1985  | Norvège     | Norvégien         | Bobbysocks!                       | La det swinge                 | Que ça swingue                |
| 1987  | Irlande     | Anglais           | Johnny Logan                      | Hold Me Now                   | Serre-moi maintenant          |
| 1998  | Israël      | Hébreu            | Dana International                | Diva                          | -                             |
| 2000  | Danemark    | Anglais           | Olsen Brothers                    | Fly on the Wings of Love      | Vole sur les ailes de l'amour |
| 2001  | France      | Français, anglais | Natasha St-Pier                   | Je n'ai que mon âme           | -                             |
| 2002  | Espagne     | Espagnol, anglais | Rosa López                        | Europe's Living a Celebration | L'Europe vit une fête         |
| 2006  | Finlande    | Anglais           | Lordi                             | Hard Rock Hallelujah          | -                             |
| 2006  | Russie      | Anglais           | Dima Bilan                        | Never Let You Go              | Ne jamais te laisser partir   |
| 2008  | Russie      | Anglais           | Dima Bilan                        | Believe                       | Crois                         |
| 2012  | Suède       | Anglais           | Loreen                            | Euphoria                      | Euphorie                      |
| 2013  | Danemark    | Anglais           | Emmelie de Forest                 | Only Teardrops                | Seulement des larmes          |
| 2014  | Autriche    | Anglais           | Conchita Wurst                    | Rise Like a Phoenix           | S'élever comme un phénix      |
| 2015  | Royaume-Uni | Anglais           | Electro Velvet                    | Still in Love with You        | Toujours amoureux de toi      |

### Reprise
Un medley des plus grandes chansons du Concours a été chanté en anglais par tous les artistes participants à la fin de l'émission, dont : Anne-Marie David chantant la chanson vainqueur d'Israël à l'édition 1979, Hallelujah . Le trio suédois Herreys chantant Nel blu dipinto di blu qui avait fini à la troisième place de l'Eurovision 1958 pour l'Italie et Domenico Modugno. La chanson Making Your Mind Up, vainqueur de l'édition 1981, a été chantée par Bobbysocks!. La reprise s'est conclue par le retour sur scène de tous les artistes (sauf Loreen) chantant la chanson victorieuse de 1974, Waterloo d'ABBA.

## Diffusion internationale
Comme le concert anniversaire n'a pas été diffusé en direct, les télédiffuseurs nationaux ont pu mettre à l'antenne l'émission à la date sur la chaîne qui les convenait.
| Pays                          | Chaîne                  | Date de diffusion           | Commentateurs                                           |
| ----------------------------- | ----------------------- | --------------------------- | ------------------------------------------------------- |
| Albanie                       | TVSH                    | 5 avril 2015                | Sans commentaires                                       |
| Allemagne                     | NDR et MDR EinsFestival | 5 avril 2015 22 avril 2015  | Peter Urban,                                            |
| Australie                     | SBS                     | 16 mai 2015                 | À déterminer                                            |
| Autriche                      | ÖRF                     | 17 mai 2015                 | À déterminer                                            |
| Belgique Communauté française | RTBF                    | 12 mai 2015                 | Jean-Louis Lahaye et Maureen Louys                      |
| Belgique Communauté flamande  | Één                     | 4 mai 2015                  | Peter Van de Veire                                      |
| Bulgarie                      | BNT 1 BNT 2             | 13 avril 2015 19 avril 2015 | Sans commentaires                                       |
| Danemark                      | DR1                     | 16 mai 2015                 | À déterminer                                            |
| Espagne                       | TVE                     | 16 mai 2015                 | José María Inigo et Julia Varela                        |
| Estonie                       | EER                     | 22 mai 2015                 | À déterminer                                            |
| Finlande                      | Yle Fem Yle TV2         | 4 avril 2015 11 avril 2015  | Sarah Dawn Finer et Christer Björkman Sans commentaires |
| France                        | France 2                | 21 mai 2015 (1h)            | Virginie Guilhaume                                      |
| Grèce                         | NERIT                   | 16 mai 2015                 | À déterminer                                            |
| Irlande                       | RTÉ Two                 | 3 avril 2015                | Sans commentaires                                       |
| Islande                       | RÚV                     | 4 avril 2015                | Sans commentaires                                       |
| Israël                        | Aroutz 1                | 11 avril 2015               | Sans commentaires                                       |
| Lettonie                      | LTV1                    | 25 avril 2015               | Aigars Rozenbergs                                       |
| Norvège                       | NRK1                    | 4 avril 2015                | Sans commentaires                                       |
| Portugal                      | RTP1                    | 26 avril 2015               | Júlio Isidro                                            |
| Roumanie                      | TVR                     | 12 avril 2015               | Sans commentaires                                       |
| Royaume-Uni                   | BBC One BBC Radio 2     | 3 avril 2015 4 mai 2015     | Sans commentaires Graham Norton                         |
| Russie                        | Perviy Kanal            | 5 avril 2015                | Sans commentaires                                       |
| Saint-Marin                   | SMRTV                   | 5 avril 2015                | Sans commentaires                                       |
| Serbie                        | RTS                     | À déterminer                | À déterminer                                            |
| Slovénie                      | RTVSLO                  | 2 mai 2015                  | Sans commentaires                                       |
| Suède                         | SVT1 et SVT World       | 4 avril 2015                | Sarah Dawn Finer et Christer Björkman                   |
| Suisse alémanique             | SRF                     | 19 mai 2015 21 mai 2015     | À déterminer                                            |

### Diffusion déclinée et inconnue
Les télédiffuseurs publics de l'Arménie (Arménie 1), du Luxembourg (RTL), de la Macédoine (MRT), des Pays-Bas (AVROTROS), de la République tchèque (ČT) et de l'Ukraine (NTU) ont décliné la diffusion de l'émission.
Les pays suivants, membres de l'UER, n'ont pas annoncé leur intention de diffuser l'émission :
- Algérie
- Andorre
- Azerbaïdjan
- Bosnie-Herzégovine
- Biélorussie
- Chypre
- Croatie
- Égypte
- Géorgie
- Hongrie
- Italie
- Jordanie
- Liban
- Lituanie
- Libye
- Malte
- Moldavie
- Monaco
- Monténégro
- Maroc
- Pologne
- Slovaquie
- Tunisie
- Turquie
- Vatican